# Салтиков Микола Миколайович

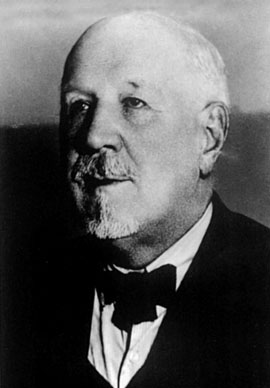
Микола Миколайович Салтиков

Микола Миколайович Салтиков (11 (25) травня 1872, Вишній Волочок, Тверська Губернія — 28 вересня 1961, Белград, Сербія) — російський математик та механик, професор Харківського та Белградського університетів, член Сербської академії наук.

## Біографія
Микола Салтиков народився у 1872 році, у місті Вишній Волочок. Після закінчення Харківського Університету, був залишенний по рекомендації О. М. Ляпунова, В. А. Стєклова та К. О. Андрєєва для підготовки до професорського звання. Та захистив магістерську дисертаціію «Про інтегрування рівнянь із частинними похідними першого порядку однієї невідомої функції» о 1899 році.
Був відправлений на стажування до Франції та Німеччини. Після повернення 1901 року отримав посаду позаординарним професора кафедри теоретичної механіки в Томському технологічному інституті. 1903 року зайняв кафедру раціональної механіки у Київському політехнічному інституті. У 1905 р. захистив докторську дисертацію в області математичних наук і невдовзі (у 1906 р.) стає професором раціональної механіки Харківського університету, де працює 12 років.
Учасник 2-го Всеросійського конгресу вчителів математики (1913). 
У жовтні 1919 року, після окупації міста Денікін, він був обраний гласним відновленої Харківської міської Думи від партії кадетів, став головою міста, але в грудні покинув місто разом з Добровольчою армією.  Переїхав до Тифліса, став професором математики в Грузинському університеті та Російському політехнічному інституті. Після повалення меншовицького уряду в лютому 1921 року, до влади прийшли більшовики, емігрував до Королівства сербів, хорватів та словенців. 
У 1921 році був призначений позаординарним професором математики на філософському факультеті Белградського університету, в 1930 році королівським указом призначений ординарним професором.
Брав участь у роботі Російської академічної групи в Белграді та Російському науковому інституті, представляв ці організації на міжнародних зустрічах російської академічної еміграції: Міжнародний математичний конгрес в Цюриху (1932, делегат Російської академічної групи в Югославії), 1-му з'їзді математиків слов'янських країн (від Російського наукового інституту в Белграді). Він також був спікером 4-го Конгресу російських академічних організацій за кордоном (Белград, 1929), Міжбалканському математичному конгресі (Афіни, 1934), 1-му конгресі фізиків і математиків Югославії (Белград, 1949). 
Став членом-кореспондент (1934), та потом дійсним членом Сербської королівської академії наук (1946). Член Товариства математиків, фізиків і астрономів Народної Республіки Сербія, Союзу математиків, фізиків і астрономів Югославії.
У 1946 році став дослідником новоствореного Математичного інституту Сербської академії наук. У 1954 році він пішов у відставку, але продовжував брати участь у роботі інституту як почесний працівник.
Помер 1961 року. Похований на Белградському Новому кладовищі. 

## Відзнаки
Орден Святого Володимира 4 ступеня (1911).
В 1955 р. Брюссельський університет нагородив його медаллю; згодом він отримав орденом Праці першого ступеня СФРЮ; 1959 р. йому присуджено нагороду «7 липня» тощо.
Почесний член Математичного товариства у Бельгії, член-кореспондент Королівського товариства наук у Льєжі, член Російської підкомісії Міжнародної комісії з викладання математики, Французького товариства фізики, Математичного гуртка в Москві, Товариства математиків, фізиків та астрономів Сербії.

## Наукова праця
Опублікував близько 300 робіт, у тому числі понад 100 в еміграції. Більшість досліджень пов'язані з теорією диференціальних рівнянь з частковими похідними. Друковано в «Повідомлення Харківського математичного товариства», «Записки Харківського університету», «Новини Київського університету», а також французьких журналах: «Nouvelles Annales de Mathématiques», «Comptes rendus des Séances de l'Academie de Sciences», «Bulletin de la Société Math. de France», «Bulletin des Sciences Mathématiques» и «Journal des Mathématiques pures et appliquées».
Іншою сферою інтересів Салтикова стала історія математики, написано кілька робіт на цю тему. Він багато зробив, щоб популяризувати досягнення російських математиків за кордоном. Також цікавився небесною механікою та геометрією. 

## Вибрана бібліографія
- Теоретична механіка, Томськ, 1902;
- Додаток теорії груп нескінченно малих перетворень до інтеграції диференціальних рівнянь з використанням квадрататур, Київ, 1904 р.;
- Про основні закони механіки, Київ, 1907;
- З деяких питань викладання у вищих технічних навчальних закладах, Київ, 1907 р.;
- Про розвиток теорії рівнянь з частковими похідними першого порядку однієї невідомої функції, Санкт-Петербург, 1911 р.;
- Теоретична механіка: Динаміка, Харків, 1911;
- Про повні інтеграли рівнянь з приватними похідними, Москва, 1916 рік;
- Теорія часткових часткових похідних першого порядку з однією невідомою функцією, Париж, 1925;
- Класичні методи інтеграції рівнянь з частковими похідними першого порядку, Париж, 1931;
- Сучасні методи інтеграції рівнянь з частковими похідними першого порядку з однією невідомою функцією, Париж, 1935;
- Методи інтеграції часткових похідних першого порядку з однією невідомою функцією, Белград, 1947.